# غشايش (هشترود)
غشايش هي قرية في مقاطعة هشترود، إيران. يقدر عدد سكانها بـ 196 نسمة بحسب إحصاء 2016.